# Isidore Méritan
Isidore Méritan est homme politique et avocat français, né le 26 septembre 1862 à Apt (Vaucluse), et décédé dans la même ville le 16 novembre 1928. Ce fervent catholique est élu en 1919 sur les listes du Bloc national et siège dans le groupe des Indépendants de droite. Il contribue à faire rétablir les relations diplomatiques de la France avec le Vatican.

## Biographie
Après des études au Lycée Saint-Joseph d'Avignon, il fait des études d'avocat à la Faculté de droit d'Aix-en-Provence et s'installe professionnellement à Apt, sa ville natale. Le jeune avocat (il n'a que 22 ans) y est rapidement très apprécié.
Fervent catholique, et proche des milieux monarchistes, il fait campagne pour le candidat conservateur Bernard aux élections législatives françaises de 1885, et fait preuve à cette occasion d'une telle éloquence que son entourage regrette qu'il n'ait pas été candidat. Parallèlement, il se distingue comme avocat dans plusieurs affaires criminelles.
Au scrutin de liste des élections législatives de 1919, il occupe le premier rang dans la liste d'union nationale de Vaucluse et fait campagne contre la liste républicaine de Louis Guichard et Édouard Daladier et la liste socialiste unifiée d'Alexandre Blanc. D'une part, Isidore Méritan pointe le danger du bolchévisme qu'il décèle en Blanc et il souligne d'autre part la corruption dont aurait fait preuve Daladier à la maire de Carpentras.
Élu à la Chambre des députés, il se rapproche de l'Action française et siège dans le groupe des Indépendants de droite de Hyacinthe de Gailhard-Bancel.
Au cours de son mandat, il participe à la discussion sur l'ambassade de France auprès du Saint-Siège et défend notamment le rétablissement des relations diplomatiques avec le Vatican, ce que lui et ses collègues parviennent à obtenir. 
Il entre dans le bureau du groupe parlementaire d'organisation territoriale de Jean Hennessy, un rassemblement transpartisan d'environ 150 députés attachés à la régionalisation de la France.  
Il n'est cependant pas candidat aux élections de 1924. À la demande de son ami, le général de Castelnau, il prend la direction de la Fédération nationale catholique de Vaucluse, où il soutient activement les œuvres paroissiales et les écoles privées.

## Pour approfondir